# Mychajliwka (Oleksandrija)
Mychajliwka (ukrainisch Михайлівка; russisch Михайловка Michailowka) ist ein Dorf in der Oblast Kirowohrad im Zentrum der Ukraine mit etwa 300 Einwohnern.

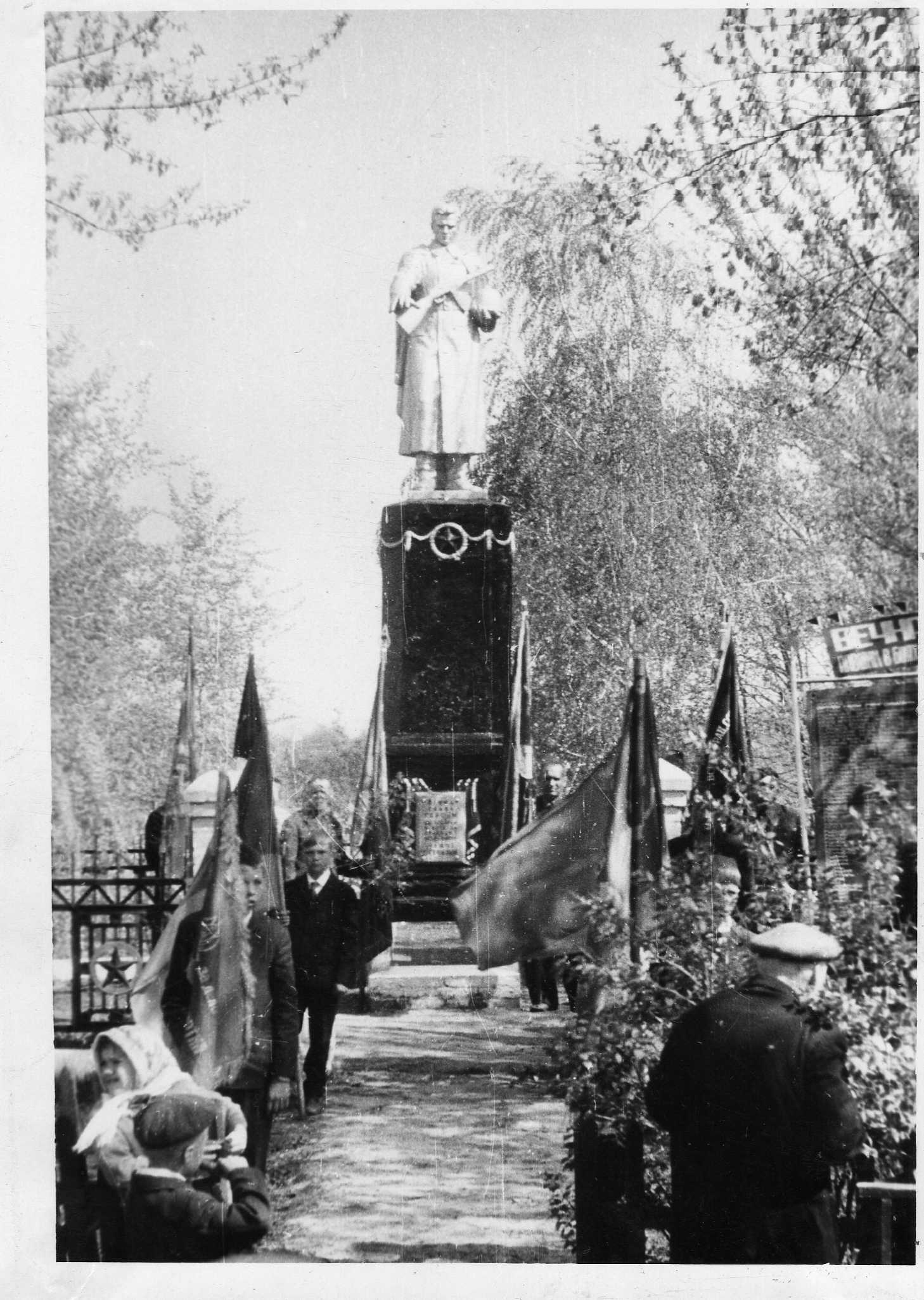
Denkmal im Ort

## Geographie

### Geographische Lage
Das Dorf liegt im historischen Gebiet des Wilden Feldes im Osten des Rajon Oleksandrija.
Die Hauptstadt der Oblast, Kropywnyzkyj liegt etwa 110 km südwestlich des Dorfes.
Westlich des Dorfes verläuft die Fernstraße M 04/Europastraße 50, die nach Westen zum Rajonzentrum Oleksandrija und in südwestliche Richtung nach Pjatychatky führt. Im Gemeindegebiet von Mychajliwka liegt die Quelle der Schowta, einem Nebenfluss der Inhulez.

### Gemeinde
Das Dorf Tarassiwka, das in 181 m Höhe liegt und etwa 200 Einwohner hat, ist nach der Romanfigur des alten Kosaken Taras Bulba aus der gleichnamigen Erzählung von Nikolai Gogol benannt.
Die Nachbargemeinden der Gemeinde Mychailiwka sind im Osten und Süden die Gemeinde Schowte, die zum Rajon Pjatychatky der benachbarten Oblast Dnipropetrowsk gehört, im Westen die Gemeinde Dobronadijiwka und im Norden die Gemeinde Uljaniwka.
Am 12. Juni 2020 wurde das Dorf ein Teil der neugegründeten Landgemeinde Popelnaste, bis dahin bildete es zusammen mit den Dörfern Pachariwka (ukrainisch Пахарівка) und Tarassiwka (ukrainisch Тарасівка) die gleichnamige Landratsgemeinde Mychajliwka (Михайлівська сільська рада/Mychajliwska silska rada) im Osten des Rajons Oleksandrija.